# Scolopopleura pectinata
Scolopopleura pectinata är en mångfotingart som beskrevs av Carl Graf Attems 1929. Scolopopleura pectinata ingår i släktet Scolopopleura och familjen Chelodesmidae. Inga underarter finns listade i Catalogue of Life.